# Агилар Гуахардо, Рафаэль
Рафаэль Агилар Гуахардо — основатель картеля Хуареса, был известен под прозвищем «El Guaja». Ранее до основания картеля он был обычным наркоторговцем, и постепенно начал основание своего наркокартеля и наркотрафика.
Он был известен своей жестокостью и безжалостностью в борьбе за власть и контроль над наркотрафиком. Он умело управлял своими подчиненными и заслужил репутацию коварного и хладнокровного лидера.
Однако его жизнь была полна опасностей и заговоров. В конечном итоге Рафаэля арестовали и осудили за множество преступлений, включая убийства, контрабанду и организацию преступного сообщества. Его карьера наркобарона завершилась трагически, но его легенда осталась жить в мексиканской преступной истории.
Он был убит в результате перестрелки и покушения на него, погибло 17 человек картеля.

## В культуре
В 2020 году в телесериале «Нарко: Мексика» Гуахардо сыграл актёр Ноэ Эрнандес.